# Aeroportul Dodge County
Aeroportul Dodge County (IATA: UNU, ICAO: KUNU, FAA LID: UNU) este un aeroport din Oak Grove⁠(d), Comitatul Dodge, Wisconsin, Wisconsin, Statele Unite ale Americii.
Situat la o altitudine de 285 m, aeroportul dispune de 2 piste.

## Infrastructură

### Piste
Aeroportul dispune de 2 piste. Pista 02/20 are suprafața de asfalt și dimensiunile 4.028 picioare × 75 picioare. Pista 08/26 are suprafața de asfalt și dimensiunile 5.070 picioare × 100 picioare. 